# Деніс Макклер
Діоні́сій Мі́кле́р (Маккле́р), до 1790-х Де́ніс Маккле́р (англ. Denis McClair, пол. Dionizy Mikler; 15 серпня 1762, село ( таунленд ) Ферфілд, Ірландія — 14 травня 1853, Дубно, Волинь) — ірландський ботанік і майстер садово-паркового мистецтва, який працював переважно на території сучасної України. Він упорядкував понад 50 парків, частина з яких збереглася досі.

## Дитинство і молодість
Де́ніс Маккле́р народився 15 серпня 1762 року в таунленді Ферфілд (ірл. Fairfield) недалеко від міста Атлон, графство Західний Міт, Ірландія, у невеличкому маєтку свого батька Джона Макклера (англ. John McClair) і матері Ненсі Маккю (англ. Nancy McKue).
Його батько, засуджений до страти в Англії за участь у повстанні ірландських фермерів-орендарів (так зв. англ. Whiteboys' Revolt) 1777 р., утік до Європи і вступив спочатку до пруської, потім до польської армії, де отримав чин майора артилерії.
З 16 років Деніс навчався в Дублінському університеті, де вивчав ботаніку і природну історію. Через те що батько був у вигнанні, він був змушений розраховувати тільки на себе. Пізніше продовжив навчання в Лондоні. В цей час в садово-парковому мистецтві утверджується пейзажний (англійський) стиль парку. В британській столиці він вже працює садівником-декоратором. Серед його престижних роботодавців був герцог Бедфорд.
У 1788 році приєднався до ботанічної дослідної експедиції до Ост-Індії, але дістався тільки південноатлантичного острова Св. Єлени, де він був змушений покинути судно через хворобу. Він повернувся до Ірландії, де працював з відомим садівником-декоратором того часу Томасом Легеттом (англ. Thomas Leggett).

## Початок професійної кар'єри
Одного дня 1790 року, коли Деніс знову знаходився у Лондоні, він зустрічає там княгиню Ізабелу Любомирську (уроджена Чарторийська), яка приїхала до британської столиці з Польщі як раз для того, щоб знайти професійного садівника і майстра з оформлення ландшафту, який би міг розплановувати парки та сади в англійському стилі. Насамперед в її думці було бажання племінника короля, князя Станіслава Понятовського, знайти садівника для упорядкування оточення його нового неоготичного будинку у Корсуні. Після зацікавленості ним княгинею та пропозиції роботи у Польщі він ухопився за нагоду їхати до цієї країни, не в останню чергу — через надію зустріти там вигнаного батька.
Проте Макклер так і не зміг побачитись із батьком:  по прибутті до Польщі він дізнався, що його той, довідавшись про оголошену амністію, скористався нагодою повернутися до Ірландії. Крім того Деніс був розчарований скасуванням пропонованої раніше роботи у Корсуні через зміни планів князя Понятовського. Натомість приймає іншу пропозицію та деякий час працює в маєтку княгині Чарторийської у Пулавах.
Поступово на новій землі розширюється коло його знайомств, передусім серед польської й литовської шляхти. Одним з таких знайомих виявився Адам Хрептович, син відомого громадського й державного діяча ВКЛ Йоахима Хрептовича, який замовив йому створити сад позаду палацу свого батька у Варшаві, поки той був у відрядженні, тим самим зробивши йому по поверненні додому сюрприз. Це був перший парк Варшави, насаджений в новому неформальному англійському стилі. Від побаченого Йоахим був у захваті, а чутки про нову прикрасу міста швидко поширились серед представників модної Варшави.

## Запрошення та переїзд на Волинь
В 1792 році Макклер отримує запрошення Михайлини Любомирської в Дубно, що на Волині. В наступному це місто стало одним з головних місць його проживання. Вирушаючи у численні відрядження, він знов і знов повертався сюди, де загалом прожив значну частину свого життя. Тут він у 1792 р. закладає парк «Палестина» на штучно насипаному острові в болотах над Іквою, що великою мірою оточували місто й місцевий Дубенський замок. Проєкт був виконаний у дуже складний час для польської державності, коли після першого поділу Речі Посполитої 1772 року Польща намагалася втримати державу від подальшого розпаду й вела війну проти Російської імперії, відому як Російсько-польська війна 1792 року. Влітку цього року Польща зазнає значних втрат в битвах під Бобрушківцями, під Зеленцями та під Дубенкою. Вже до кінця червня російські війська вступили в значну кількість міст Волині, в тому числі й у Дубно. Попри ці драматичні події результати праці Макклера залишились на той час неушкодженими. 1793 року за результатом другого поділу Речі Посполитої Східна Волинь та Поділля відходять до Росії. В результаті поразки повстання Костюшка восени наступного, 1794 року, і зумовленого нею третього поділу Речі Посполитої (1795), Західна Волинь входить до складу Росії. Третій поділ Речі Посполитої 24 жовтня 1795 року призвів до повної ліквідації польської державності. Однак попри те що Росія анексувала всю Волинь та Поділля, місцева польська шляхта тоді зберегла право власності на свої маєтки і намагалася продовжувати на місцях своє життя.
Парк «Палестина» мав такий успіх, що й інші землевласники регіону забажали найняти Макклера для створення своїх парків. Після Дубна, у 1790-х роках Макклер створює мальовничі парки у Мізочі, Боремлі, Порицьку (нині Павлівка), Тучині, Кривині, садибі Чечелей у Самчиках.
У 1795 році подорожує по Волині і Волинському Поліссю, вивчаючи місцеву рослинність. Серед інших цікавинок знаходить невідомі йому кущі сильно пахнучих жовтих квітів, що дико ростуть на берегах річки Случ, і бере від них живці.. Частину зі згодом вирощених кущів дає княгині Любомирькій для її парку у Пулавах, інші залишає для себе, маючи намір продати їх у Лондоні, куди він вирішив повертатись найближчим часом. Кілька разів відкладаючи від'їзд назад до Британії, він замість трьох запланованих років провів тут сім.

## Побачення з Англією
У 1798 році Макклер вирушає з балтійського порту у Гданську морем до Лондона. В цей час патріотично налаштовані ірландці, натхнені успіхом революцій у Америці та Франції, розпочали повстання проти панування Королівств Ірландії та Великої Британії, знане як Ірландське повстання 1798 року. Діставшись Лондона, Макклер дізнається, що привезений ним запас витончених рослин не стане відкриттям — кущі цих квітів вже наявні у продажу. Вони були представлені навесні 1798 року прибулим з Варшави ботаніком-мандрівником Ентоні Хоувом (англ. Anthony Hove), який працював на Сади К'ю (англ. Kew Gardens), і цей вид отримав назву Azalea pontica (Азалія Понтійська). Та це виявилось не найбільшим розчаруванням, бо досить швидко до нього дійшла звістка про те, що під час Ірландського повстання в один день були вбиті його батько та батьків брат.
Під час свого перебування в Англії Макклер зустрічає молоду жінку на ім'я Матильда Мілтон. Вона була далекою родичкою відомого англійського поета Джона Мілтона, автора «Втраченого раю». Невдовзі вони одружуються.

## Повернення на Волинь та нові випробування
Відчуваючи відповідальність за новостворену сім'ю, та бажаючи забезпечити гарні умови й міцне становище для своєї нової дружини, Макклер повертається разом з нею на Волинь, де він вже здобув добру репутацію і де на нього чекало багато роботи. Крім того вже не так багато його об'єднувало з Британією, особливо після низки останніх перемін і подій, одною з яких стало остаточне руйнування надії останніх років — побачити живого батька, з яким вони не бачились більше 20 років.
Однак протягом наступного року по поверненні на Волинь Макклер був тяжко вражений наступною сімейною трагедією — при пологах вмирає його молода дружина, залишаючи доньку (1799 рік).
Намагаючись хоч якось позбутись думок про страшну втрату, він вирішує на деякий час полишити Волинь та поїхати задля подорожі та нової роботи до сусіднього Поділля.
Після створення трьох садів на Поділлі (один з яких — сад в Ситківцях для Ярослава Потоцького) Макклер врешті повертається на Волинь, перш за все направляючись до свого друга, генерала Кшиштофа Дунін-Карвицького (пол. Krzysztof Dunin-Karwicki) для створення парку в Кривині (поетапно, 1801—1802). Загалом, починаючи з цього парку, Макклер повністю поринає у роботу на найближчі п'ять років. В результаті період 1801—1805 виявляється одним з найплідніших за все його життя. В цей час він влаштовує та перевлаштовує велику кількість садів та щонайменше п'ять парків.
В 1805 році в особистому житті Макклера відбуваються перетворення. Він їде до Кракова на зустріч з місцевим аристократом на прізвище Народославський з метою забрати у нього борг, що той був винен його батьку з часів служби останнього у польській армії. Після зустрічі з його дочкою, пані Народославською (ім'я не відомо), несподівано закохується у неї. В результаті вони одружуються і він привозить її з собою на Волинь.

## Кременецький ботанічний сад

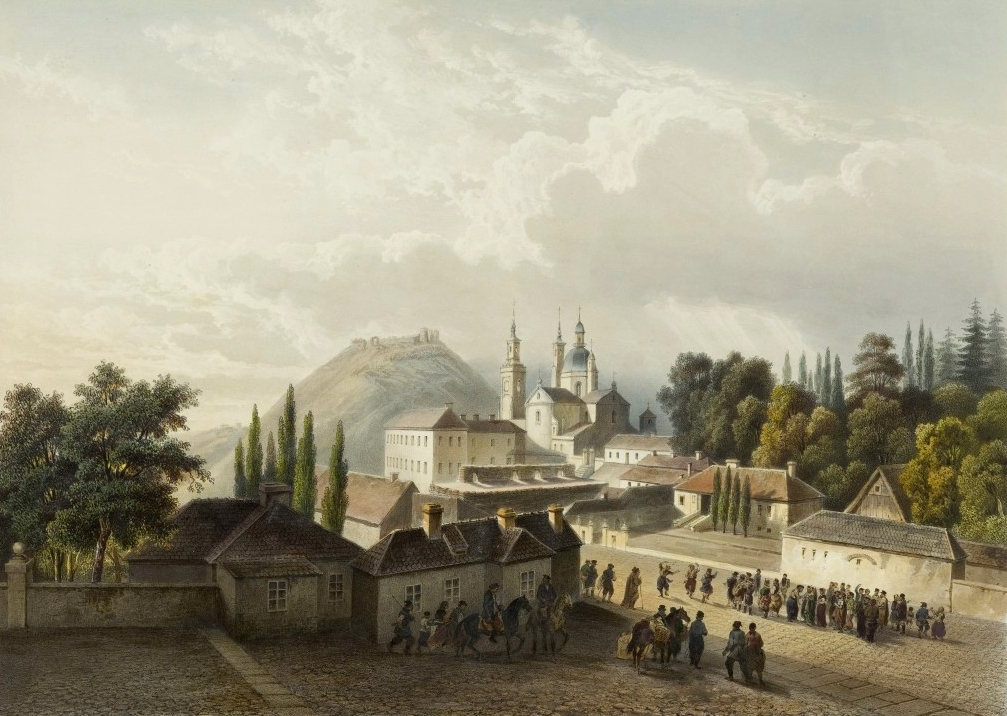
Альфонс Бішбуа. Краєвид Крем'янця XIX століття. Сад праворуч

У 1805 р. Деніс приймає запрошення відомого просвітнього діяча Волині та всієї Правобережної України Тадеуша Чацького для створення першого ботанічного саду на Волині при Кременецькій гімназії. На площі майже 6 га у 1806 р. був відкритий Кременецький ботанічний сад, який відтак став навчальною та науковою базою Волинської гімназії. 1811 року для поповнення колекції ботанічного саду новими видами рослин та насінням Макклер був відряджений у довготривалу ботанічну подорож, під час якої побував у Петербурзі, Данії, Фінляндії, Швеції й Англії. Внаслідок цієї досить тривалої ботанічної експедиції в різні країни Європи ботанічний сад гімназії поповнився новими видами рослин відкритого ґрунту. В перші три роки існування (1806—1809) в ботанічному саду було введено в культуру 760 видів екзотів та 460 видів рослин місцевої флори. У 1809 р. Макклер завершив організацію ботанічного саду і надалі пропрацював у ньому до 1811 р.

## Інші роботи
Після 1814 року майстер отримує запрошення від подільських власників маєтків і створює ряд парків на Поділлі. 1831 року, коли минула мода на французькі парки, він переробив парк, який оточував палац в П'ятничанах на англійський. Парк існує і сьогодні. В ньому нараховується 80 видів дерев.
Останні роботи паркотворця це парк у Чорному Острові на Поділлі, де він реалізував нову ідею використання води й старих дерев, а також парк графа Густава Олізара у Коростишеві.
Макклер упорядкував близько 50 парків. Серед них вирізняються парки у Млинові, Порицьку, Боремлі, Здовбиці, Шпанові, Підлужному, Колодному, Чернятині, Малиничах, Сетничанах, вже згаданий Ботанічний сад у Кременці. Тільки мала частина цих парків збереглася донині, як то Кременецький ботанічний парк, Великоновоселицький парк, Новоселицький парк, Полонський парк, Ободівський парк, Самчиківський парк, Чернятинський дендрологічний парк.
Макклеру як художнику було властиве романтичне бачення природи. Використовуючи існуючий ландшафт, він продуманими акцентами надавав йому запрограмованого змісту. Його творчість мала значний вплив на паркове мистецтво Правобережної України.

## Вшанування пам'яті
В Рівному та Вінниці існують вулиці Діонісія Міклера .
У 2007 році в м. Кременці відбулася урочисте святкування 200-річчя з дня заснування Кременецького ботанічного саду. З цієї нагоди на території ботанічного саду була відкрита стела на честь засновника ботанічного саду ірландця Діонісія Міклера. На відкритті стели Почесний Консул Республіки Ірландія в Україні зауважив, що найбільшим пам'ятником Діонісію Міклеру є рукотворний ботанічний сад — свідок величі людської думки, яка житиме у віках.
Могила Діонісія Міклера з оригінальним пам'ятником існували в Дубні до II пол. XX ст. на місцевому католицькому цвинтарі (за деякими даними, на його протестантській частині), який був знищений за наказом радянської влади. Частина території зруйнованого цвинтаря, де було це поховання, пізніше потрапила під приватну забудову. 2012 року до 250-ліття з дня народження майстра на території колишнього цвинтаря було встановлено пам'ятний знак з табличкою. Відтоді ідея встановлення пам'ятника на честь Міклера залишилася нереалізованою.